# Nicole de Châtillon
Nicole de Châtillon née vers 1424, décédée après le 3 janvier 1480, fille de Charles de Châtillon seigneur d'Avaugour et d'Isabeau de Vivonne, fut vicomtesse de Limoges et comtesse de Penthièvre de 1454 à 1479. Elle succéda à son oncle Jean de Châtillon dit Jean de L'Aigle en 1454.

## Biographie
Elle recueillit la succession de ses deux oncles, morts sans lignée, mais Jean de L'Aigle fit son testament en faveur de son frère, Guillaume de Châtillon-Blois, pour la vicomté de Limoges. Elle vendit le 3 janvier 1480 pour 50 000 livres, ses droits sur la Bretagne à Louis XI.

## Union et postérité
Mariée le 18 juin 1437 avec Jean II de Brosse, comte de Penthièvre (1423-1482), elle a six enfants :
- Jean III de Brosse (?-1502), comte de Penthièvre,
- Antoine, marié en 1502 avec Jeanne de La Praye,
- Paule (vers 1450-1479), mariée le 30 août 1471, au château de Boussac, avec Jean de Bourgogne, duc de Brabant,
- Claudine (1450-1513), mariée le 11 novembre 1485, à Moulins, avec Philippe II sans terre, duc de Savoie,
- Bernarde (vers 1450-1485), mariée le 6 janvier 1474 avec Guillaume VIII de Montferrat, marquis de Montferrat,
- Hélène (?-1484), mariée en 1483 avec Boniface III de Montferrat, marquis de Monferrat.